# Radiološka, biološka in kemična obramba
Radiološka, biološka in kemična obramba (kratica RKBO) je vojaški termin, ki označuje vse ukrepe proti radiološkim, biološkim in kemičnim orožjem. Naloge enot RKBO so nadzor, zaščita in dekontaminacija teh snovi. Sestavni del njihove opreme so posebna zaščitna in specialistična sredstva.
V zadnjem času se termin zamenjuje z izrazom orožje za množično obrambo.

## Slovenija
V Slovenski vojski je 18. bataljon edini, ki izvaja radiološko-biološko-kemični nadzor. Upravljajo ukrepe za zaščito in odpravljajo posledice napada z RKB-orožjem.